# Lương Hữu Khánh
Lương Hữu Khánh (1520 - ?, sống vào khoảng thế kỷ 16) là Thượng thư Bộ Binh (có sách chép khác là Thượng thư Bộ Lễ), thời Lê Trung hưng, tước Đạt quận công, là nhà thơ, con của Bảng nhãn Lương Đắc Bằng, người làng Hội Triều, huyện Hoằng Hóa, tỉnh Thanh Hóa.

## Tiểu sử
Lương Hữu Khánh có cha là quan lớn, nhưng thanh liêm nên nhà nghèo, lúc nhỏ ông phải đi cày mướn gặt thuê cho ruộng nhà khác hoặc làm văn bản mướn để có thể sinh sống. Sau này ông theo học Nguyễn Bỉnh Khiêm là học trò cũ của cha mình, và được thầy học biệt đãi như con đẻ cho ở trong nhà. Ông đậu cử nhân năm 12 tuổi, đậu thứ 2 thi hội vì bị thiên vị nên ông bỏ, không thi đình dưới triều Mạc Đăng Doanh mà trốn vào Thanh Hóa theo phò vua Lê.
Có thuyết khác chép rằng ông đã yêu con gái lớn của Trạng Trình. Do cha của ông qua đời đã lâu, mẹ là vợ thiếp làm nghề buôn bán, sinh ông ở Thăng Long, chưa có ý kiến gì về việc hỏi vợ cho Lương Hữu Khánh ở nơi khác nên vợ chồng Nguyễn Bỉnh Khiêm đã tùy duyên mà gả con gái cho Phó Vệ úy Hầu tước Phạm Dao. Tiến sĩ Lương Hữu Khánh đã buồn rầu bỏ thi Đình của nhà Mạc để về quê cũ (Thanh Hóa) khởi nghiệp trung hưng nhà Lê.
Lương Hữu Khánh là nhân vật trọng yếu của triều đình nhà Lê, có công khôi phục và lập nên nhà Lê trung hưng. Ông đã cùng với chúa Trịnh Tùng, vị tiết chế đức độ, có tầm nhìn xa rộng, và Trạng Bùng Phùng Khắc Khoan, nhà quân sự tài danh và ngoại giao lỗi lạc, đã nối được chí hướng của thầy học Nguyễn Bỉnh Khiêm, lấy yêu dân và vận nước làm trọng, để nỗ lực tôn phù vua sáng, thay đổi được cục diện chiến tranh Lê-Mạc kéo dài.

## Tác phẩm chọn lọc
Ông sáng tác nay chỉ còn lưu lại một số bài thơ, phú; đáng chú ý là bài thơ "Quan sử", dài 400 câu, về lịch sử của dân tộc từ Kinh Dương Vương đến Lê Trung Hưng.

## Giai thoại
Sách Nam Hải Dị Nhân của Phan Kế Bính có chép giai thoại về ông:
Gia đình có cha là đại quan, nhưng thanh liêm nên lúc nhỏ nhà túng bấn, cơm không đủ ăn, áo không đủ mặc. Cụ học rất giỏi, nổi tiếng hay chữ từ nhỏ nhưng nghèo quá phải đi cày mướn gặt thuê, hoặc tìm đến trường làm văn bản mướn kiếm tiền độ nhật. Cụ có sức khoẻ mạnh, nên gặt nhanh chóng được nhiều thửa ruộng, rồi nằm ngủ ngay tại chỗ, gối đầu lên bờ ruộng.
Một hôm, cụ qua chuyến đò sông Tam Kỳ, gặp mấy hoà thượng đi đám chay về và mang túi oản. Thấy cụ cứ nhìn, nhà sư biết cụ đói, cho vài phẩm oản, nhưng cụ không nhận vì ít quá, không đủ no. Nhà sư ngạc nhiên, biết cụ là học trò, yêu cầu cụ làm bài thơ Nho tăng đồng chu (học trò, nhà sư cùng thuyền), nếu xong trước khi đến bến, sẽ tặng cả túi oản. Cụ đọc ngay:
Nho tăng đồng chu
Nang trung kinh sử kiệp kim cương
Nhĩ ngã kim đồng phiếm nhất hàng
Hội si cù đàm khanh khoái lạc
Vị long hoàng các ngã xu thương
Duy biên nhĩ thượng cừu Hàn Dũ
Vãng sự ngộ do hận Thủy Hoàng
Nhất ngộ vô đoan này tiễn biệt
Nhĩ thành phúc quả ngã vinh xương.
(Nhiều bản chép khác)
Dịch:
Cùng qua một chuyến đò
Một hòm kinh sử, túi kim cương
Người tớ cùng sang một chuyến đường
Trong hội cồ đàm người thoả thích,
Trên ngôi đài các tớ nghênh ngang
Chuyện xưa ngươi vẫn căm Hàn Dũ ,
Việc trước ta còn oán Thủy Hoàng
Gặp gỡ một lần rồi tiễn biệt
Kẻ tròn quả phúc, kẻ vinh xương.
(Bản dịch khác:
Một hòm kinh sử, níp kim cương
Người, tớ cùng qua một chuyến dương
Đám hội đàn chay người đủng đỉnh
Sân Trình cửa Khổng tớ nghênh ngang.
Sao người chẳng nhớ lời Hàn Dũ
Đây tớ còn căm chuyện Thủy Hoàng
Một chốc lên bờ đà tiễn biệt
Người thì lên Phật, tớ nên sang).
Sách Giai Thoại Văn Học Việt Nam do Hoàng Ngọc Phách và Kiều Thu Hoạch biên soạn, Nhà xuất bản Văn Học 2001, còn chép thêm như sau:
Thơ làm xong, các nhà sư đưa hết túi oản cho cụ, và cụ ngồi ăn hết sạch. Các nhà sư càng thấy lạ, Có nhà sư tặng thêm cho cụ quan tiền, và dặn sau này làm nên nghiệp lớn, có đánh dẹp đâu, xin chừa nhà chùa ra. Cụ đã y theo lời dặn ấy, về sau mỗi khi tiến quân đánh nhà Mạc, cụ đều ra lệnh cho quân sĩ hết sức bảo vệ chùa chiền.